# Maurizio Mannelli
Maurizio Mannelli, född 1 januari 1930 i Rom, död 24 maj 2014 i Neapel, var en italiensk vattenpolospelare. Han representerade Italien vid olympiska sommarspelen 1952 i Helsingfors. Mannelli spelade åtta matcher i den olympiska vattenpoloturneringen 1952.